# Nitrobenzoylchloride
| Gefahrensymbol |

| Gefahrensymbol | Gefahrensymbol |

| Gefahrensymbol |

Die Nitrobenzoylchloride bilden in der Chemie eine Stoffgruppe, die sich sowohl vom Benzoylchlorid als auch vom Nitrobenzol ableitet. Die Struktur besteht aus einem Benzolring mit angefügter –COCl-Gruppe und Nitrogruppe (–NO2) als Substituenten. Durch deren unterschiedliche Anordnung (ortho, meta oder para) ergeben sich drei Konstitutionsisomere mit der Summenformel C7H4NO3Cl. Das 4-Nitrobenzoylchlorid findet Verwendung in der Analyse organischer Substanzen.

## Darstellung
Die Nitrobenzoylchloride erhält man aus den Nitrobenzoesäuren durch Umsetzung mit Thionylchlorid (SOCl2) oder Phosphortrichlorid (PCl3).

## Eigenschaften
Die Nitrobenzoylchloride sind gelbliche Flüssigkeiten bzw. kristalline Feststoffe mit stechendem Geruch. Das 4-Nitrobenzoylchlorid, das die höchste Symmetrie aufweist, besitzt den höchsten Schmelzpunkt. 2-Nitrobenzoylchlorid ist thermisch instabil. Beim Erhitzen auf Temperaturen oberhalb von 110 °C, z. B. bei Vakuumdestillationen, kann sich die Verbindung explosionsartig zersetzen.

## Verwendung
Das 4-Nitrobenzoylchlorid findet vor allem Verwendung in der Analyse organischer Substanzen durch Derivatisierung. Es wird den Fällen eingesetzt, wenn ein fraglicher Stoff empfindlicher ist und eine direkte Veresterung mit 4-Nitrobenzoesäure in Gegenwart von Schwefelsäure nicht möglich ist. In der Regel erfolgt die Umsetzung in Pyridin, um das freiwerdende HCl sofort zu binden.